# روبي سافاج
روبرت ويليام سافاج (بالإنجليزية: Robbie Savage)‏، من مواليد 18 أكتوبر 1974 في وركسهام في ويلز، لاعب كرة قدم ويلزي.
بدأ مسيرته الكروية مع نادي مانشستر يونايتد الإنجليزي في موسم 1993/1994، وفي عام 1994 انتقل إلى نادي كرو ألكساندريا الإنجليزي، ولعب معهم حتى عام 1997، وشارك معهم في 77 مباراة وسجل 10 أهداف، وفي عام 1997 انتقل إلى نادي ليستر سيتي الإنجليزي، ولعب معهم حتى عام 2002، وشارك معهم في 174 مباراة وسجل 8 أهداف، وفي عام 2002 انتقل إلى نادي برمنغهام سيتي الإنجليزي، ولعب معهم حتى عام 2004، وشارك معهم في 82 مباراة وسجل 11 هدف، ومنذ عام 2004 وهو يلعب مع نادي بلاكبيرن روفرز الإنجليزي.
و قد لعب مع منتخب ويلز لكرة القدم بين عامي 1995 و2005، وشارك معهم في 39 مباراة وسجل هدفين.

## روابط خارجية
- روبي سافاج على موقع IMDb (الإنجليزية)

- روبي سافاج على موقع الاتحاد الدولي (مؤرشف)  (الإنجليزية)
- روبي سافاج على موقع قاعدة بيانات كرة القدم.إي يو (الإنجليزية)
- روبي سافاج على موقع ناشيونال فوتبول تيمز (الإنجليزية)
- روبي سافاج على موقع Soccerbase.com (لاعب) (الإنجليزية)
- روبي سافاج على موقع عالم كرة القدم.نت (الإنجليزية)
- روبي سافاج على موقع كووورة